# Шакали (фільм)
«Шакали» — радянський кримінальний бойовик, знятий у 1989 році Хабібом Файзієвим на студії «Фора-фільм». Фільм потрапляє під категорію «треш», головним чином через нелогічність дій персонажів, сцени оргії неонацистів-наркоманів, загальною кон'юнктурністю.

## Сюжет
Двоє солдатів, повернувшись з армії, в аеропорту Ташкента зустрічаються з місцевим торговцем наркотиків на прізвисько Щур. Там же виявляється колишня дівчина одного з солдатів — Ельміра, яка запобігає конфлікту, і вони разом їдуть. По дорозі їх зупиняє співробітник ДАІ, і в спілкуванні з ним Ельміра показує, що вона не остання людина в місті, і співробітник відпускає їх. Щур і його брат на прізвисько Геббельс, чиєю коханої є Ельміра, переслідують їх на машині, проте в темряві втрачають слід і повертаються назад у місто. У цей час у відділі міліції б'ють юнака, який заступився за співкамерника та відірвав погон у сержанта Потіпко. До справи про побиття підключається депутат.

## У ролях
- Андрій Подош'ян —  «Геббельс», лідер неонацистів
- Назім Туляходжаєв —  Щур, наркодилер
- Лев Дуров —  батько загиблого солдата
- Анатолій Кузнецов —  депутат
- Олександр Соловйов —  сержант Потіпко
- Рустам Уразаєв —  Рустам, демобілізований «афганець»
- Олена Никифорова —  Ельміра
- Оксана Каліберда —  Діля, стюардеса

## Знімальна група
- Режисер — Хабіб Файзієв
- Сценаристи — Всеволод Іванов, Хабіб Файзієв
- Оператор — Володимир Климов
- Композитор — Енмарк Саліхов
- Художник — Анатолій Шибаєв